# Star Cruiser
Star Cruiser  (スタークルーザー?) è un videogioco del genere sparatutto sviluppato nel 1988 da Arsys Software. Originariamente distribuito su home computer giapponesi tra cui NEC PC-8801 e Sharp X1, il gioco venne convertito nel 1990 per Sega Mega Drive. Il sequel Star Cruiser II venne prodotto nel 1993.
Secondo la rivista Electronic Gaming Monthly il gioco doveva essere pubblicato negli Stati Uniti d'America da Namco nel luglio 1994 con il titolo Star Quest.
L'autore di videogiochi giapponese Hideki Kamiya considera Star Cruiser uno dei suoi giochi preferiti.